# Экранная лупа

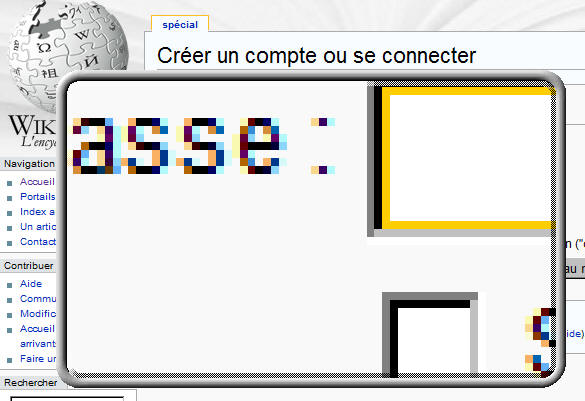
Ввод пароля в Википедии с помощью экранной лупы

Экранная лупа — это компьютерная программа, которая взаимодействует с графическим выводом компьютера для увеличения части изображения на экране. Экранная лупа может использоваться слабовидящими и является одним из видов вспомогательных технологий в качестве технического средства реабилитации.
Принцип действия экранной лупы: на экран выводится панель, которую можно перетаскивать по экрану в удобное место. На панели изображено то, под чем находится курсор в увеличенном виде.

## Экранные лупы, включённые в ОС
- Программа «экранная лупа» была включена в Microsoft Windows начиная с Windows 98.
- На OS X, встроенная функция увеличения доступна при удержании кнопки Control с прокруткой колесом мыши для увеличения или уменьшения масштаба.
- Для Linux:
  - Для GNOME существует gmag[1][2][3][4]
  - KDE с версии 3.2 имеет утилиту KMagnifier (KMag) (KDE 4 — в модуле Accessibility)[2]
  - менеджер окон Compiz-Fusion имеет настраиваемый плагин под названием «Enhanced Zoom Desktop».
- В операционной системе Haiku есть приложение под названием «Magnify» (увеличить)